# Introducción del narcisismo
Introducción del narcisismo (en alemán Zur Einführung des Narzißmus) es una obra de Sigmund Freud de 1914, ampliamente considerada una introducción a su propia teoría sobre el narcisismo.

## Contenido
En este trabajo, Freud resume sus discusiones más tempranas sobre el tema del narcisismo y considera su lugar en el desarrollo sexual. Por otra parte mira a los problemas más profundos de la relación entre el yo y los objetos externos, estableciendo una nueva distinción entre «libido yoica» y «libido objetal». Lo más importante es que introduce la idea del «ideal del yo» y la instancia de autoobservación relacionada con ella. Freud trata también brevemente sus controversias con Jung y Adler, de hecho uno de sus motivos para escribir esta obra era probablemente mostrar que el concepto de narcisismo ofrece una alternativa a la «libido indiferenciada» de Jung y a la «protesta masculina» de Adler.